# Grupo Pachacamac

El Grupo Pachacamac es una organización sin ánimo de lucro que tiene su sede en la ciudad de Tandil, Argentina, y que brinda apoyo a comunidades aborígenes en el Noroeste de la República Argentina. Fue creada en el año 1986 como iniciativa de dos profesores de quinto año del Colegio San José de la ciudad de Tandil, planteándose como objetivo tomar medidas contra la desnutrición y el analfabetismo en las ciudades fronterizas del norte argentino.

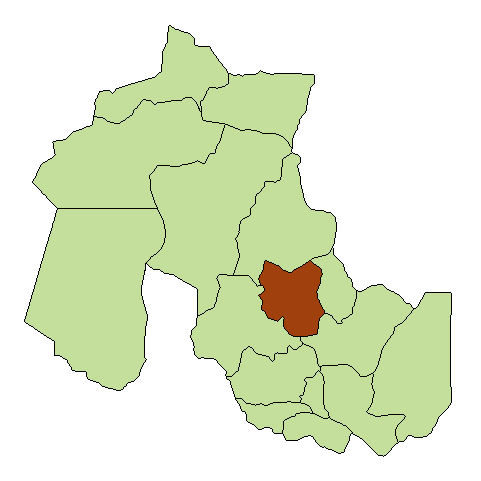
Ubicación en el mapa de Jujuy de Tilcara.

## Comienzos
El grupo Pachacamac surgió en el año 1986, en las aulas del Colegio San José de la ciudad de Tandil, como iniciativa de un docente de quinto año a cargo de la materia Educación para la Salud. En el desarrollo de temas como la desnutrición y al analizar estadísticas relativas a Argentina se planteó a los alumnos la necesidad de transformarse en protagonistas de un cambio.
En primera instancia se conformó un grupo de trabajo formado por siete alumnos y el citado profesor interesados en el proyecto. Con intención de reflotar un viejo proyecto a nivel nacional denominado Marchemos hacia las fronteras, el grupo contactó con las autoridades correspondientes sin éxito, por lo que se optó por crear un proyecto propio.
Como punto de partida se decidió brindar apoyo a comunidades aborígenes y hacerlo desde el ámbito de la educación. En los primeros meses de 1987 se envío una nota a la Secretaría de Cultura y Educación de la provincia de Jujuy, solicitando datos de una escuela albergue aborigen de escasos recursos. Como resultado al grupo se le encomendó la comunidad de Volcán de Yacoraite en el departamento de Tilcara, donde funciona la escuela nº 129, a más de tres mil metros de altura, con un muy difícil acceso y enclavada entre montañas.

## Fundadores
Como mencionamos el Grupo Pachacamac, se inició con la propuesta de dos profesores del Colegio San Jose de Tandil, titulares de la Cátedra de Salud, e Inglés respectivamente. Nicolas Alberto Habarna, además de dar materias relacionadas sobre salud, es profesor en Química, ha recibido varias distinciones a nivel local por su gran labor y participa como orador en las jornadas realizadas por TED TedXTandil en Argentina. Marcelo Rodríguez, se desempeña en el área de inglés. 
Ambos siguen liderando y llevando a cabo este proyecto que ya lleva 30 años, desde sus inicios.

## Organización
El Grupo es quien realiza las actividades que se realizan tanto en Tandil, como en Jujuy. Esta supervisado por la Fundación Pachacamac, que se encuentra conformada en su parte legal, administrativa, y un Consejo, que es donde se discuten todos los temas relacionados.
Al ser una ONG solo cuentan con los ingresos de, sus propios integrates, de los socios voluntarios, que hacen un aporte mensual, y con donaciones.

## Proyecto Pinceladas
Es un proyecto iniciado por el grupo a partir de 1999 y sigue activo hasta la fecha, en el que todos los participantes colaboran en el pintado y refacción de escuelas públicas. Este trabajo es realizado junto con los docentes y alumnos del propio establecimiento. Esto es realizado sin remuneración alguna, ni aspiración de un pago. Solo para contribuir con la sociedad y su educación.

## Proyecto Tandil
En la ciudad de Tandil, el Grupo, se encuentra construyendo un Centro de Día, para poder colaborar desde el nivel académico con distintos talleres con la gente de la zona. (Barrio Villa Cordobita)
Muchos famosos y gente del espectáculo ha contribuido con donaciones, dentro de los más importantes se puede mencionar a Juan Martín del Potro, Bernardo Romeo, Mariano Zabaleta, Sofia Macaggi, Facundo Callejo, Osvaldo Barsottini, Mariano Gonzalez y Rene Lavand oriundos de la zona. Conocidos de los medios de comunicación como Mex Urtizberea, Eugenia Tobal, German Paoloski, Fernanda Metilli, entre otros.
El Grupo Pachacamac tiene como principal pilar la responsabilidad y el respeto hacia la gente con quien colabora. No tiene intereses, ni fines políticos.
En el año 2012, se realizó la CorreCaminata, a beneficio de los chicos de Tandil y Jujuy con un importante apoyo de la gente local. 
Al año siguiente se realizó "Famosos por Tandil" un encuentro deportivo con figuras locales y mundiales que contribuyeron con el Grupo. El mismo año, se decidió darles un regalo a los chicos del Norte Argentino, que nunca habían salido de su Comunidad. Se los trajo hasta la Provincia de Buenos Aires , donde pudieron disfrutar de muchas actividades, y recorrer las ciudades de la costa argentina.

## Otros Proyectos
En otras de sus actividades, los miembros del Grupo, se interesan en el medio ambiente de la ciudad y llevan a cabo la limpieza y saneamiento del Lago del Fuerte. Así mismo colaboran en Semana Santa en todo tipo de evento que haga crecer a la ciudad desde su lado turístico.
En los últimos años han estado incentivando ampliamente el espíritu deportivo, participando en todo tipo de evento, desde maratones,
bmx , polo , entre otras.
Y nunca han dejado de participar en la construcción, en este caso en la creación de baños para todos los ciudadanos que no tenían la posibilidad de tenerlos.